# Dimorphinoctua
Dimorphinoctua là một chi bướm đêm thuộc họ Noctuidae.